# Canyon de la Vauréal
Canyon de la Vauréal är en kanjon i Kanada.   Den ligger i provinsen Québec, i den östra delen av landet, 1 100 km öster om huvudstaden Ottawa. Canyon de la Vauréal ligger 72 meter över havet.
Terrängen runt Canyon de la Vauréal är huvudsakligen platt. Canyon de la Vauréal ligger nere i en dal. Trakten runt Canyon de la Vauréal är nära nog obefolkad, med mindre än två invånare per kvadratkilometer.. Det finns inga samhällen i närheten. 
I omgivningarna runt Canyon de la Vauréal växer i huvudsak barrskog.